# Mastrus carpocapsae
Mastrus carpocapsae är en stekelart som först beskrevs av Joseph Augustine Cushman 1915.  Mastrus carpocapsae ingår i släktet Mastrus och familjen brokparasitsteklar. Inga underarter finns listade i Catalogue of Life.